# Lumbriculida
Lumbriculida es un grupo de lombrices acuáticas de agua dulce. Son comunes en arroyos, lagos, pantanos, pozos y aguas subterráneas. Muchas especies y géneros son altamente endémicos, principalmente en Siberia y zonas occidentales de América del Norte. No deben confundirse con la familia Lumbricidae de las lombrices de tierra.